# Things That Never Cross a Man's Mind
Things That Never Cross a Man's Mind è il terzo singolo della cantante statunitense Kellie Pickler, pubblicato il 10 settembre 2007 come terzo estratto dall'album Small Town Girl.

## Descrizione
Lanciato nel settembre del 2007, il singolo è arrivato sino alla posizione 16 della classifica delle canzoni country americane e al numero 96 della classifica vera e propria dei singoli americana, la Billboard Hot 100.

## Tracce
1. Things That Never Cross a Man's Mind – 2:53 (Tim Johnson, Don Poythress, Wynn Varble)

## Classifiche
| Classifica (2007)                | Posizione massima |
| -------------------------------- | ----------------- |
| Canadian Top Country Songs       | 33                |
| U.S. Billboard Hot 100           | 96                |
| U.S. Billboard Hot Country Songs | 16                |

## Crediti
- Kellie Pickler - voce